# Walter Schmidetzki
Walter Robert Schmidetzki, född 5 januari 1913 i Sohrau, död okänt, var en tysk SS-officer som tjänstgjorde i bland annat Flossenbürg, Auschwitz-Birkenau och Natzweiler. Han uppnådde tjänstegraden SS-Obersturmführer år 1944.

## Biografi
Walter Schmidetzki inträdde i Schutzstaffel (SS) i augusti 1934 och rekryterades till Waffen-SS i september 1939. Han anslöt sig till SS-Totenkopfverbände (SS-TV) 1942 och var verksam i Dachau till december samma år. Året därpå kommenderades Schmidetzki till koncentrationslägret Hinzert, beläget i Rhenprovinsen, cirka 30 kilometer från gränsen till Luxemburg.

### Auschwitz
Efter att ha tjänstgjort i Flossenbürg under några månader i början av 1944 kom Schmidetzki i maj till Auschwitz-Birkenau, där han blev chef för desinfektionskamrarna. I juni befordrades han till Obersturmführer och fick ansvar för de förrådsbaracker, i vilka lägerfångarnas kläder och värdesaker sorterades och förvarades för vidare transport till Berlin; dessa baracker kallades ”Kanada”. Senare under 1944 utsågs Schmidetzki till chef för administrationen vid Auschwitz III – Monowitz. I mitten av januari 1945 närmade sig Röda armén Auschwitz och SS lät då evakuera lägerkomplexet.

### Höcker-albumet
Walter Schmidetzki förekommer på några fotografier i det år 2007 offentliggjorda Höcker-albumet, sammanställt av Karl Höcker, adjutant åt kommendanten Richard Baer. Albumet innehåller bland annat fotografier som visar SS-officerare och personal vid Auschwitz när de befinner sig på den närbelägna rekreationsanläggningen Solahütte. På en av bilderna ses Schmidetzki längst till höger tillsammans med Josef Kramer, Josef Mengele, Richard Baer och Karl Höcker.
I juli 1948 dömdes Schmidetzki till 3 års fängelse av en domstol i Kraków.